# Partido Progressista do Povo Trabalhador
O Partido Progressista do Povo Trabalhador (em grego: Ανορθωτικό Κόμμα Εργαζόμενου Λαού, AKEL) é um partido político do Chipre.
O partido segue uma ideologia comunista, marxista-leninista e, defende a unificação de Chipre, como um país independente, soberano e não-alinhado.
O partido foi fundado em 1926 como o Partido Comunista de Chipre. Pouco tempo depois, em 1931, foi proibida devido à sua natureza pró-independência, opondo-se ao domínio colonial britânico na ilha. Em 1941 adoptou o seu nome actual e nas eleições municipais de 1943 ganhou as prefeituras de Limassol e Famagusta, duas das principais cidades do país. Embora não se opusesse à enosis, opôs-se à luta armada da EOKA, e a EOKA acusou-os de colaboração com os britânicos, embora o AKEL tenha sido declarado ilegal em 1955. O EOKA foi responsável por vários assassinatos de militantes comunistas. Entretanto, foi também atacada por membros da Organização da Resistência Turca, uma organização nacionalista na parte turca de Chipre, que assassinou Fazil Onder (líder AKEL) em 1958. O último membro cipriota turco do Comité Central do AKEL, Derviş Ali Kavazoğlu, foi assassinado em 1965 pelo TMT.
Durante o período que, esteve no governo, entre 2008 a 2013, o partido fez um forte investimento no estado social, gastando, cerca de, 1.2 biliões de euros.
Niyazi Kızılyürek foi eleito Eurodeputado em 2019 por AKEL, tornando-se o primeiro cipriota turco a entrar no Parlamento Europeu e quebrando assim o que era considerado um tabu na ilha. AKEL defende a criação de um estado federal no qual os cipriotas gregos e os cipriotas turcos vivem lado a lado.
O actual líder do partido é Andros Kyprianou e, o partido, é observador do Partido da Esquerda Europeia.

## Resultados eleitorais

### Eleições presidenciais
| Data | Candidato apoiado        | 1ª Volta                 | 1ª Volta                 | 1ª Volta                 | 2ª Volta                 | 2ª Volta                 | 2ª Volta                 |
| Data | Candidato apoiado        | CI.                      | Votos                    | %                        | CI.                      | Votos                    | %                        |
| ---- | ------------------------ | ------------------------ | ------------------------ | ------------------------ | ------------------------ | ------------------------ | ------------------------ |
| 1959 | John Clerides            | 2.º                      | 71 753                   | 33,2 / 100,0             |                          |                          |                          |
| 1968 | Nenhum candidato apoiado | Nenhum candidato apoiado | Nenhum candidato apoiado | Nenhum candidato apoiado | Nenhum candidato apoiado | Nenhum candidato apoiado | Nenhum candidato apoiado |
| 1983 | Spyros Kyprianou         | 1.º                      | 173 791                  | 56,5 / 100,0             |                          |                          |                          |
| 1988 | George Vasiliou          | 2.º                      | 100 748                  | 30,1 / 100,0             | 1.º                      | 167 834                  | 51,6 / 100,0             |
| 1993 | George Vasiliou          | 1.º                      | 157 027                  | 44,2 / 100,0             | 2.º                      | 176 679                  | 49,7 / 100,0             |
| 1998 | George Iacovou           | 1.º                      | 160 918                  | 40,6 / 100,0             | 2.º                      | 200 222                  | 49,2 / 100,0             |
| 2003 | Tássos Papadópoulos      | 1.º                      | 213 353                  | 51,5 / 100,0             |                          |                          |                          |
| 2008 | Dimítris Christófias     | 2.º                      | 150 016                  | 33,3 / 100,0             | 1.º                      | 240 604                  | 53,4 / 100,0             |
| 2013 | Stavros Malas            | 2.º                      | 118 755                  | 26,9 / 100,0             | 2.º                      | 175 267                  | 42,5 / 100,0             |

### Eleições legislativas
| Data | CI.                     | Votos                   | %                       | +/-                     | Deputados | +/-     | Notas |
| ---- | ----------------------- | ----------------------- | ----------------------- | ----------------------- | --------- | ------- | ----- |
| 1960 | 2.º                     | 51 719                  | 35,0 / 100,0            |                         | 5 / 35    |         |       |
| 1970 | 1.º                     | 68 229                  | 34,1 / 100,0            | 0,9                     | 9 / 35    | 4       |       |
| 1976 | Aliança com DIKO e EDEK | Aliança com DIKO e EDEK | Aliança com DIKO e EDEK | Aliança com DIKO e EDEK | 9 / 35    | Estável |       |
| 1981 | 1.º                     | 95 364                  | 32,8 / 100,0            |                         | 12 / 35   | 3       |       |
| 1985 | 3.º                     | 87 628                  | 27,4 / 100,0            | 5,4                     | 15 / 56   | 3       |       |
| 1991 | 2.º                     | 104 771                 | 30,6 / 100,0            | 3,2                     | 18 / 56   | 3       |       |
| 1996 | 2.º                     | 121 958                 | 33,0 / 100,0            | 2,4                     | 19 / 56   | 1       |       |
| 2001 | 1.º                     | 142 648                 | 34,7 / 100,0            | 1,7                     | 20 / 56   | 1       |       |
| 2006 | 1.º                     | 131 237                 | 31,1 / 100,0            | 3,6                     | 18 / 56   | 2       |       |
| 2011 | 2.º                     | 132 171                 | 32,7 / 100,0            | 1,6                     | 19 / 56   | 1       |       |
| 2016 | 2.º                     | 90 204                  | 25,7 / 100,0            | 7,0                     | 16 / 56   | 3       |       |

### Eleições europeias
| Data | CI. | Votos   | %            | +/- | Deputados | +/-     |
| ---- | --- | ------- | ------------ | --- | --------- | ------- |
| 2004 | 2.º | 93 212  | 27,9 / 100,0 |     | 2 / 6     |         |
| 2009 | 2.º | 106 922 | 34,9 / 100,0 | 7,0 | 2 / 6     | Estável |
| 2014 | 2.º | 69 852  | 27,0 / 100,0 | 7,9 | 2 / 6     | Estável |
| 2019 | 2.º | 77 241  | 27,5 / 100,0 | 0,5 | 2 / 6     | Estável |